# Hednota invalidellus
Hednota invalidellus là một loài bướm đêm trong họ Crambidae.